# Ян Брейдел (стадіон)
«Ян Брейдел» (нід. «Jan Breydelstadion») — багатофункціональний стадіон у місті Брюгге, Бельгія, домашня арена футбольних клубів «Брюгге» та «Серкль».
Стадіон відкритий 1975 року як «Олімпіаштадіон». Реконструйований у 1998 році в рамках підготовки до Чемпіонату Європи з футболу 2000 року, матчі якого приймав. В результаті розширення місткість було збільшено з 18 000 до 29 062 глядачів. Напередодні Чемпіонату Європи арені присвоєно ім'я Яна Брейдела — відомого бельгійського діяча Середньовіччя.
У грудні 2015 року природне покриття поля було замінене на гібридне за технологією «Mixto Hybrid Grass», яке було виготовлене в Італії .